# Caradrina rufostigmata
Caradrina rufostigmata är en fjärilsart som beskrevs av Rothschild 1914. Caradrina rufostigmata ingår i släktet Caradrina och familjen nattflyn. Inga underarter finns listade i Catalogue of Life.